# David Herman
David Herman (* 20. února 1967) je americký herec a komik. Věnuje se převážně dabingu.

## Život
Narodil se 20. února 1967 a vyrůstal na Manhattanu.
Svoji kariéru zahájil na televizní stanici Fox, kde pracoval převážně na menších projektech. Do roku 2019 působil v show Mad TV, kde parodoval známé osobnosti a hrál různé komediální scénky.
Ztvárnil převážně menší role. Objevil se například ve filmech Narozen 4. července, Lost Angels a Let It Be Me.
Proslavil se především dabingem. Jeho hlas se objevuje například v seriálech – Futurama, Tatík Hill a spol., Griffinovi, Americký táta, Father of the Pride, Brickleberry nebo Paradise PD.
Byl ženatý s Christi Campbell. Mají spolu dvě děti.